# Гремячье (Рамонский район)
Гремячье — село в Рамонском районе Воронежской области.
Административный центр Павловского сельского поселения.

## История
Основано в начале XIX века. Прежде было известно под названием Гремячий Колодезь Было 110 дворов, одно общественное здание, школа, винная лавка.

## География
Расположено на реке Большая Верейка в западной части Рамонского района. Село находится в 70 км к северу от Воронежа и в 36 км к западу от поселка Рамонь. В Гремячьем преобладает чернозёмный тип почвы, поэтому здесь развиты животноводство и растениеводство.

### Улицы
- ул. Молодежная
- ул. Новая Жизнь
- ул. Советская
- ул. Центральная
- пер. Дорожный

## Население
В 1859 году в 52 дворах проживало 439 человек.
В 1900 году население — 751 житель, было 110 дворов, одно общественное здание, школа, винная лавка.
| 1859 | 1897 | 2010 |
| ---- | ---- | ---- |
| 459  | ↗739 | ↘235 |